# Congo-Brazzaville op de Olympische Zomerspelen 2016
Congo-Brazzaville nam deel aan de Olympische Zomerspelen 2016 in Rio de Janeiro, Brazilië. Atleet Franck Elemba droeg de nationale driekleur tijdens de openings- en de sluitingsceremonie. Het Congolees olympisch comité zond tien atleten naar de Spelen, de grootste delegatie in dertig jaar. Vlaggendrager Elemba kwam dicht bij een eerste olympische medaille voor Congo-Brazzaville bij het kogelstoten: met een nationaal record van 21,20 meter eindigde hij zestien centimeter achter de winnaar van het brons op een vierde plaats. 

## Deelnemers en resultaten
(m) = mannen, (v) = vrouwen 

### Atletiek
| Olympiër       | Discipline      | Resultaat | Prestatie                                                        |
| -------------- | --------------- | --------- | ---------------------------------------------------------------- |
| Frank Elemba V | kogelstoten (m) | 4e        | kwalificatie groep A: 5de met 20,45m finale: 4de met 21,20m (NR) |
|                |                 |           |                                                                  |
| Cecilia Bouele | 100m (v)        | 58e       | voorronde 3: 2de in 11,98 serie 3: 8ste in 12,18                 |

### Boksen
| Olympiër            | Discipline | Resultaat | Prestatie                              |
| ------------------- | ---------- | --------- | -------------------------------------- |
| Dival Malonga       | –64kg (m)  | 17e       | 1ste ronde: V van UZB Gaibnazarov: tko |
| Anauel Ngamissengue | –75kg (m)  | 17e       | 1ste ronde: V van ALG Abbadi: 0-3      |

### Judo
| Olympiër           | Discipline | Resultaat | Prestatie                     |
| ------------------ | ---------- | --------- | ----------------------------- |
| Deo Gracia Ngokaba | +100kg (m) | 17e       | 1ste ronde: V NED Meyer ippon |

### Tafeltennis
| Olympiër    | Discipline    | Resultaat | Prestatie |
| ----------- | ------------- | --------- | --- |
| Suraju Saka | enkelspel (m) | 65e       | voorronde: V van PUR Afanador: 3-4 (11-8, 10-12, 9-11, 11-9, 13-11, 9-11, 7-11) |
| Wang Jianan | enkelspel (m) | 33e       | voorronde: W van EGY Assar: 4-3 (11-9, 9-11, 11-9, 11-13, 11-4, 8-11, 11-3) 1ste ronde: W van BRA Tsuboi: 4-0 (11-7, 11-9, 11-4, 13-11) 2de ronde: V van SWE Karlsson: 1-4 (6-11, 11-8, 3-11, 5-11, 6-11) |
|             |               |           | |
| Han Xing    | enkelspel (v) | 49e       | voorronde: W van PHI Lariba: 4-0 (11-7, 13-11, 11-7, 11-9) 1ste ronde: V van THA Sawettabut: 3-4 (9-11, 12-10, 11-7, 11-8, 6-11, 7-11, 9-11)                                                              |

### Zwemmen
| Olympiër               | Discipline         | Resultaat | Prestatie              |
| ---------------------- | ------------------ | --------- | ---------------------- |
| Dienov Andres Koka     | 50m vrije slag (m) | 82e       | serie 2: 8ste in 28,00 |
|                        |                    |           |                        |
| Stefan Bellore Sangala | 50m vrije slag (v) | 81e       | serie 2: 3de in 33,71  |

Afghanistan · Albanië · Algerije · Amerikaanse Maagdeneilanden · Amerikaans-Samoa · Andorra · Angola · Antigua en Barbuda · Argentinië · Armenië · Aruba · Australië · Azerbeidzjan · Bahama's · Bahrein · Bangladesh · Barbados · België · Belize · Benin · Bermuda · Bhutan · Bolivia · Bosnië en Herzegovina · Botswana · Brazilië · Britse Maagdeneilanden · Brunei · Bulgarije · Burkina Faso · Burundi · Cambodja · Canada · Centraal-Afrikaanse Republiek · Chili · China · Chinees Taipei · Colombia · Comoren · Congo-Brazzaville · Congo-Kinshasa · Cookeilanden · Costa Rica · Cuba · Cyprus · Denemarken · Djibouti · Dominica · Dominicaanse Republiek · Duitsland · Ecuador · Egypte · El Salvador · Equatoriaal-Guinea · Eritrea · Estland · Ethiopië · Fiji · Filipijnen · Finland · Frankrijk · Gabon · Gambia · Georgië · Ghana · Grenada · Griekenland · Groot-Brittannië · Guam · Guatemala · Guinee · Guinee‑Bissau · Guyana · Haïti · Honduras · Hongarije · Hongkong · Ierland · IJsland · India · Indonesië · Irak · Iran · Israël · Italië · Ivoorkust · Jamaica · Japan · Jemen · Jordanië · Kaaimaneilanden · Kaapverdië · Kameroen · Kazachstan · Kenia · Kirgizië · Kiribati · Kosovo · Kroatië · Laos · Lesotho · Letland · Libanon · Liberia · Libië · Liechtenstein · Litouwen · Luxemburg · Macedonië · Madagaskar · Malawi · Malediven · Maleisië · Mali · Malta · Marshalleilanden · Marokko · Mauritanië · Mauritius · Mexico · Micronesië · Moldavië · Monaco · Mongolië · Montenegro · Mozambique · Myanmar · Namibië · Nauru · Nederland · Nepal · Nicaragua · Nieuw-Zeeland · Niger · Nigeria · Noord-Korea · Noorwegen · Oeganda · Oekraïne · Oezbekistan · Oman · Oostenrijk · Oost-Timor · Pakistan · Palau · Palestina · Panama · Papoea-Nieuw-Guinea · Paraguay · Peru · Polen · Portugal · Puerto Rico · Qatar · Roemenië · Rusland · Rwanda · Saint Kitts en Nevis · Saint Lucia · Saint Vincent en Grenadines · Salomonseilanden · Samoa · San Marino · Sao Tomé en Principe · Saoedi-Arabië · Senegal · Servië · Seychellen · Sierra Leone · Singapore · Slovenië · Slowakije · Soedan · Somalië · Spanje · Sri Lanka · Suriname · Swaziland · Syrië · Tadzjikistan · Tanzania · Thailand · Togo · Tonga · Trinidad en Tobago · Tsjaad · Tsjechië · Tunesië · Turkije · Turkmenistan · Tuvalu · Uruguay · Vanuatu · Venezuela · Verenigde Arabische Emiraten · Verenigde Staten · Vietnam · Wit-Rusland · Zambia · Zimbabwe · Zuid-Afrika · Zuid-Korea · Zuid-Soedan · Zweden · Zwitserland
Individuele Olympische Atleten · Olympisch vluchtelingenteam